# Дев'ята планета
Дев'ята планета — це гіпотетична дев'ята планета на околицях Сонячної системи. Її існування поки що не доведене, однак астрономи припускають, що саме її гравітація може пояснити дивні особливості руху деяких дуже віддалених небесних тіл. Йдеться про так звані екстремальні транснептунові об'єкти (ETNOs). Вони рухаються навколо Сонця далеко за орбітою Нептуна — на відстані понад 250 a.o. (астрономічна одиниця). Незвичність полягає в тому, що їхні орбіти не виглядають хаотичними. Вони мають подібний нахил і проходять найближче до Сонця приблизно в одній і тій самій ділянці неба. Така «згрупованість» наштовхує на думку, що десь там може ховатися масивна планета, яка своєю гравітацією впорядковує рух цих об'єктів.
Втім, не всі вчені згодні з цією гіпотезою. Дехто вважає, що подібність орбіт ETNOs може бути лише ілюзією, пов'язаною з особливостями спостережень. Адже ці далекі небесні тіла дуже тьмяні, їх складно виявляти й відстежувати, а спостереження проводять лише в певні сезони року. Через такі обмеження може складатися враження, ніби їхні орбіти схожі, хоча насправді вони розподілені значно випадковіше.
Згідно з ранніми припущеннями, гіпотетична Планета Дев'ять могла б бути планетою типу суперземлі, тобто мати масу у 5–10 разів більшу за масу Землі. Її орбіта, за розрахунками, мала б бути дуже витягнутою, на відстані приблизно 400—800 а.о. від Сонця. У 2021 році ці оцінки були уточнені: середня відстань до Сонця (так звана велика піввісь орбіти) виявилася меншою — близько 380 а.о., хоча з доволі великою похибкою. Невдовзі значення було скориговано до 460 а.о., а вже у 2025 році нові моделі зменшили його до приблизно 290 а.о.. Навіть за цими останніми розрахунками Планета Дев'ять мала б перебувати надзвичайно далеко за межами відомих планет Сонячної системи. Астрономи Костянтин Батигін і Майкл Браун висунули гіпотезу, що ця планета може бути ядром газового гіганта (подібного до Юпітера чи Сатурна), яке колись було викинуте зі своєї орбіти самим Юпітером під час формування Сонячної системи. Інші дослідники пропонують альтернативні сценарії: Планета Дев'ять могла бути захоплена Сонцем від іншої зорі, колись існувати як «планета-блукач» без зорі-господаря або ж утворитися одразу на віддалених околицях Сонячної системи, а її орбіта згодом спотворилася під впливом проходження поблизу іншої зорі.

## Історія
Після відкриття Нептуна у 1846 році в наукових колах з'явилося багато припущень, що за його орбітою може існувати ще одна, невідома планета. Американський астроном Персіваль Лоуелл після тривалих математичних розрахунків у 1906 році передбачив можливу орбіту та приблизне розташування такої планети. Він розпочав масштабні пошуки і назвав цей гіпотетичний об'єкт «Планета X» (цю назву ще раніше запропонував Габріель Далле). Після смерті Ловелла його роботу продовжив Клайд Томбо, який у 1930 році відкрив Плутон. Однак згодом з'ясувалося, що Плутон надто малий і за масою, і за впливом, аби бути тією самою Планетою X, яку передбачав Ловелл. Крапку в цій історії поставила місія «Вояджер-2»: під час прольоту повз Нептун у 1989 році було встановлено, що загадкові відхилення в орбіті Урана пояснювалися не існуванням невідомої планети, а просто тим, що раніше астрономи користувалися неточними даними про масу самого Нептуна.
Спроби виявити планети за межами Нептуна непрямими методами, зокрема через аналіз збурень їхніх орбіт, почалися ще до відкриття Плутона. Одним із перших, хто висунув таку ідею, був Джордж Форбс у 1880 році. Він припустив, що за Нептуном можуть існувати дві планети: одна на середній відстані близько 100 а.о. від Сонця, а інша — приблизно на 300 а.о. За своєю суттю гіпотеза Форбса нагадує сучасні теорії про Планету Дев'ять. Він вважав, що ці планети можуть пояснити «дивне згрупування» орбіт деяких об'єктів: перигелії багатьох періодичних комет виявлялися зосередженими саме на відстанях 100—300 а.о. від Сонця. Це нагадує ситуацію з кометами «родини Юпітера», орбіти яких групуються поблизу орбіти самого Юпітера.
Відкриття Седни у 2004 році — карликової планети з дуже незвичною орбітою — спричинило припущення, що вона могла взаємодіяти з якимось масивним тілом, окрім відомих планет. Орбіта Седни відокремлена від інших об'єктів: її перигелій становить 76 а.о., що надто далеко, щоб таке відхилення могло бути спричинене гравітацією Нептуна. Декілька науковців припускали, що Седна потрапила на таку орбіту після взаємодії з масивним об'єктом — можливо, з невідомою планетою на далекій орбіті, з одним із членів зоряного скупчення, в якому народилося Сонце, або навіть з іншою зорею, що пізніше пролетіла поблизу Сонячної системи. У березні 2014 року було оголошено про відкриття ще одного седноїда — об'єкта 2012 VP113, який має схожу відокремлену орбіту, але перигелій трохи більший — 80 а.о. Це відкриття знову підштовхнуло астрономів до припущення, що у віддалених районах Сонячної системи може існувати ще одна невідома суперземля.
На конференції 2012 року астроном Родні Гомес висунув гіпотезу, що невідома планета може впливати на орбіти деяких екстремальних транснептунових об'єктів (ETNO) із відокремленими орбітами, а також на Кентаврів — невеликі тіла Сонячної системи, що перетинають орбіти гігантських планет. За його моделлю, така планета мала б масу, близьку до Нептуна, і перебувала б на дуже віддаленій орбіті — приблизно 1500 а.о. від Сонця. Орбіта була б сильно витягнутою (екцентриситет ≈ 0,4) і дуже нахиленою до площини Сонячної системи (приблизно 40°). Подібно до Планети Дев'ять, ця гіпотетична планета могла б змушувати перигелії об'єктів із великою піввіссю (понад 300 а.о.) коливатися: одні тіла отримували б орбіти, що перетинають шляхи планет, а інші — відокремлені орбіти, подібно до Седни. Результати спільної роботи Гомеса з астрономами Соаресом і Брассером були опубліковані у 2015 році.
У 2014 році астрономи Чедвік Трухільйо та Скотт Шеппард звернули увагу на схожість орбіт Седни, 2012 VP113 та ще кількох екстремальних транснептунових об'єктів (ETNO). Вони припустили, що на ці орбіти впливає невідома планета, яка рухається майже по коловій орбіті на відстані 200—300 а.о. від Сонця. Пізніше того ж року Рауль та Карлос де ла Фуенте Маркос висунули ідею, що для пояснення схожості стількох орбіт (на той час відомо було 13) слід припустити існування двох масивних планет у резонансі. Використавши більшу вибірку з 39 ETNO, вони оцінили, що ближня з цих планет має велику піввісь орбіти приблизно 300—400 а.о., відносно невеликий екцентриситет та нахил орбіти близько 14° до площини Сонячної системи.

## Гіпотеза Батигіна та Брауна

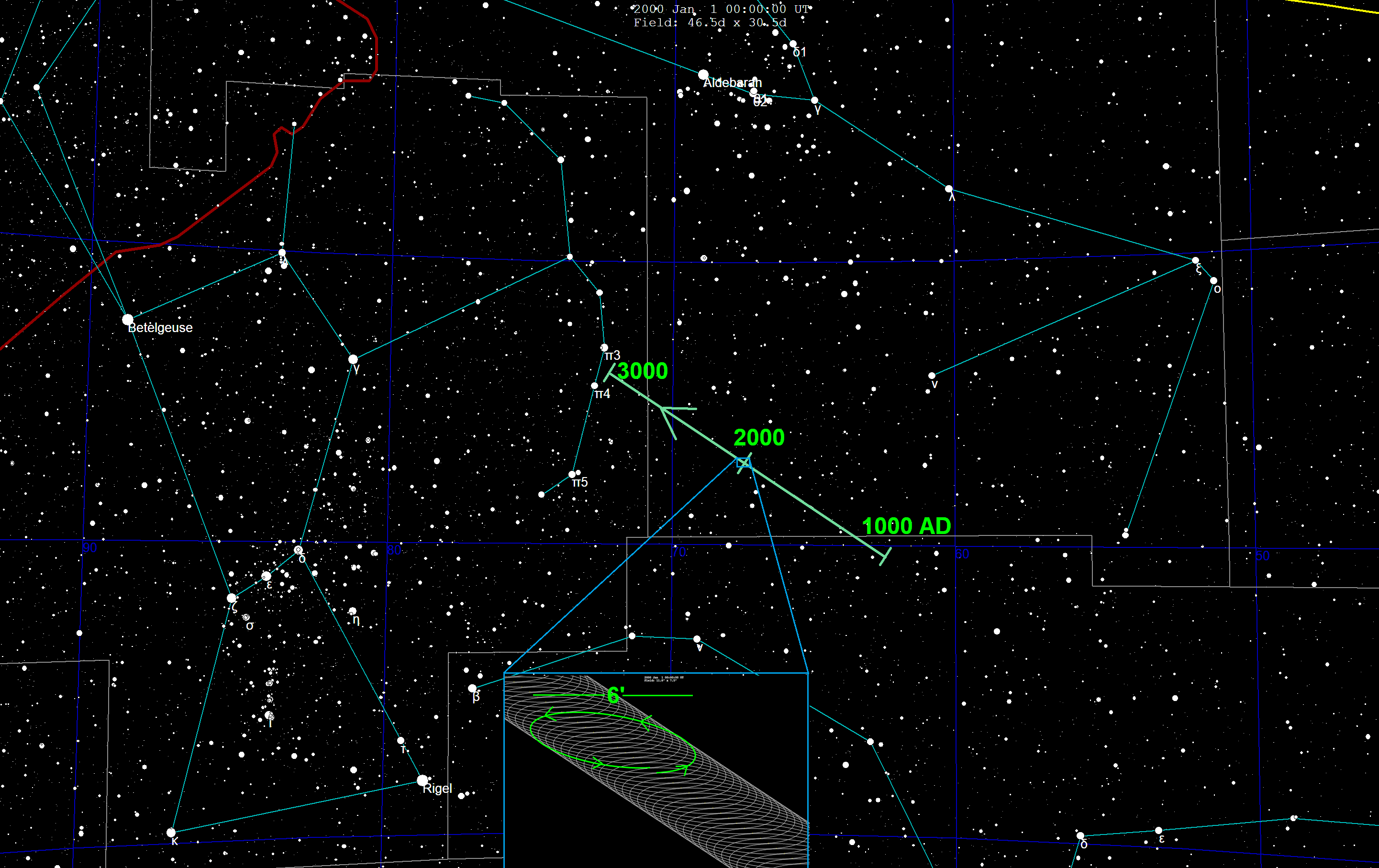
Гіпотетичний шлях через небо Планети Дев'ять поблизу афелію, що перетинає Оріон із заходу на схід із приблизно 2000-річним рухом. Він походить із художньої концепції, використаної в блозі Брауна.

На початку 2016 року астрономи Костянтин Батигін і Майкл Браун з Каліфорнійського технологічного інституту описали, як схожість орбіт шести екстремальних транснептунових об'єктів (ETNO) могла б пояснюватися існуванням Планети Дев'ять. Вони також запропонували можливу орбіту цієї гіпотетичної планети. Згідно з цією гіпотезою, Планета Дев'ять могла б пояснити не лише об'єкти з орбітами, близькими до площини Сонячної системи, але й ETNO з орбітами, що перпендикулярні орбітам внутрішніх планет, а також тіла з дуже великим нахилом орбіти. Деякі дослідники навіть припускали, що ця планета може частково пояснювати нахил осі обертання Сонця.

### Орбіта
Спочатку гіпотетичну Планету Дев'ять припускали на еліптичній орбіті навколо Сонця з ексцентриситетом 0,2–0,5. Велика піввісь її орбіти оцінювалась приблизно в 400—800 а.о., що в 13–26 разів більше відстані від Нептуна до Сонця. За таких параметрів планета робила б повний оберт навколо Сонця приблизно за 10 000–20 000 років. Орбіта Планети Дев'ять нахилена до площини екліптики — площини орбіти Землі — на 15–25°. Афелій, або найбільш віддалена від Сонця точка орбіти, розташовувався б у напрямку до сузір'я Тельця. Перигелій, або найближча до Сонця точка, перебував би приблизно в напрямку південних частин сузір'їв Змієносця (голова), Змії та Терезів.

### Маса та радіус
Планета Дев'ять має масу в 5–10 разів більшу за масу Землі та радіус у 2–4 рази більший за земний. За словами Майкла Брауна, якщо ця планета існує, її маси достатньо, щоб за 4,5 мільярда років — вік Сонячної системи — очистити свою орбіту від великих тіл. Крім того, її гравітація домінує на зовнішньому краю Сонячної системи, що відповідає сучасним визначенням планети. Астроном Жан-Люк Марго також зазначав, що Планета Дев'ять відповідає його критеріям і могла б класифікуватися як планета, якщо її буде виявлено. Пізніші моделювання, проведені Аміром Сіраджем та колегами у 2025 році, уточнили масу Планети Дев'ять до 4,4 ± 1,1 маси Землі.

#### Внутрішня будова
Виходячи з гіпотетичної маси близько 10 мас Землі та використовуючи теорію про розміри екзопланет у системі Kepler-454, Естер Ліндер і Крістоф Мордасіні припустили, що радіус Планети Дев'ять міг би становити приблизно 3,66 радіуса Землі. Її внутрішня будова була б подібною до Урана й Нептуна: воднево-гелієва атмосфера із середньою температурою близько 47 K, залізне ядро та мантія, збагачена силікатами магнію й водяним льодом.
Натомість у дослідженні Аміра Сіраджа з колегами (2025) висловлюється припущення, що маса й орбітальні характеристики Планети Дев'ять радше вказують на схожість її складу з планетами земного типу, зокрема із Землею.

### Походження
Розглядається кілька можливих сценаріїв походження Планети Дев'ять: її викид із околиць відомих гігантських планет, захоплення від іншої зорі або формування безпосередньо на сучасному місці. У першій статті Костянтин Батигін і Майкл Браун висунули гіпотезу, що Планета Дев'ять утворилася значно ближче до Сонця, але була викинута на віддалену витягнуту орбіту після тісного зближення з Юпітером чи Сатурном у період існування протопланетної туманності. Згодом гравітаційний вплив сусідньої зорі або взаємодія з газовими рештками сонячної туманності могли зменшити ексцентриситет орбіти. Унаслідок цього перигелій змістився на більшу відстань від Сонця, і планета закріпилася на широкій, але стабільній орбіті поза зоною впливу інших планет.
Ймовірність такого розвитку подій оцінюють лише у кілька відсотків. Якби Планета Дев'ять не була викинута на віддалені околиці Сонячної системи, вона могла б накопичити більше маси з протопланетного диска та стати ядром газового чи крижаного гіганта. Натомість її зростання зупинилося на ранньому етапі, через що маса планети виявилася меншою, ніж у Урана чи Нептуна.
Динамічне тертя з боку масивного поясу планетезималей також могло сприяти захопленню Планети Дев'ять на стабільну орбіту. Згідно з сучасними моделями, у зовнішніх частинах протопланетного диска після розсіяння газу міг утворитися диск планетезималей масою 60–130 M🜨. Коли Планета Дев'ять проходила крізь цей диск, її гравітація змінювала траєкторії окремих об'єктів так, що це зменшувало її відносну швидкість. Унаслідок цього знижувалася ексцентриситет орбіти Планети Дев'ять і вона ставала стабільнішою. Якщо внутрішня межа цього диска перебувала на відстані 100—200 а. о., то планета, що зблизилася з Нептуном, мала приблизно 20 % імовірності бути захопленою на орбіту, подібну до припущеної для Планети Дев'ять; при цьому спостережуване групування об'єктів краще пояснюється варіантом із внутрішньою межею на 200 а. о. На відміну від газової туманності, диск планетезималей, ймовірно, існував значно довше, що могло забезпечити можливість пізнішого захоплення.
Зустріч із іншою зорею могла б також змінити орбіту далекої планети, перетворивши її з колової на еліптичну. Формування планети безпосередньо на такій відстані вимагало б наявності дуже масивного та розширеного протопланетного диска, або ж поступового перенесення твердих тіл у диску, що розсіюється, з утворенням вузького кільця, з якого планета накопичувалася протягом мільярда років. Якщо планета сформувалася на такій великій відстані, поки Сонце перебувало у своєму початковому зоряному скупченні, ймовірність того, що вона залишиться гравітаційно зв'язаною із Сонцем на сильно еліптичній орбіті, становить приблизно 10 %. Проте, поки Сонце залишалося в цьому відкритому скупченні, будь-який розширений диск піддавався гравітаційним порушенням від проходячих зір та втраті маси через фотоевапорацію.
Планета Дев'ять могла бути захоплена з-за меж Сонячної системи під час близької зустрічі Сонця з іншою зорею. Якщо планета перебувала на далекій орбіті цієї зорі, трьохтілесні взаємодії під час зближення могли змінити її траєкторію, залишивши планету на стабільній орбіті навколо Сонця. Планета, що походить із системи без планет масою Юпітера, могла тривалий час залишатися на віддаленій витягнутій орбіті, що підвищувало ймовірність її захоплення. Ширший спектр можливих орбіт зменшує ймовірність захоплення планети на орбіті з відносно низьким нахилом до 1–2 %. Амір Сірадж та Аві Лоеб встановили, що ймовірність захоплення Сонцем Планети Дев'ять зростає у 20 разів, якщо колись у Сонця був далекий двійник однакової маси. Подібний процес міг би відбуватися й із блукаючими планетами, проте шанс їх захоплення значно менший — лише 0,05–0,10 % потрапляють на орбіти, подібні до запропонованої для Планети Дев'ять.

## Спроби передбачити велику піввісь
Аналіз Сара Мілхолланд і Грегорі Лафлін виявив закономірності коменсурабільностей (співвідношень між періодами обертання пар об'єктів, що узгоджуються з резонансом із іншим об'єктом) серед віддалених транснептунових об'єктів (ETNO). Вони виділили п'ять об'єктів, які перебували б поблизу резонансів із Планетою Дев'ять, якби її велика піввісь становила 654 а.о.: Седна (3:2), 474640 Аліканто (3:1), 2012 VP113 (4:1), 2000 CR105 (5:1) і 2001 FP185 (5:1). Вчені ідентифікують цей об'єкт як Планету Дев'ять, але пропонують іншу орбіту з ексцентриситетом e ≈ 0,5, нахилом i ≈ 30°, аргументом перигелію ω ≈ 150° та довготою висхідного вузла Ω ≈ 50° (останнє відрізняється від значення Брауна та Батигіна, яке дорівнює 90°).
Карлос та Рауль де ла Фуенте Маркос також відзначили наявність коменсурабільностей серед відомих ETNO, подібних до тих, що спостерігаються у поясі Койпера, де випадкові коменсурабільності виникають через резонанси об'єктів із Нептуном. Вони встановили, що деякі з цих об'єктів перебували б у резонансах 5:3 та 3:1 із планетою, велика піввісь якої становила б приблизно 700 а.о..
Три об'єкти з меншою великою піввіссю, близькою до 172 а. о. (2013 UH15, 2016 QV89 і (594337) 2016 QU89), також пропонувалося розглядати як перебуваючі в резонансі з Планетою Дев'ять. Ці об'єкти були б у резонансі та антиспрямовані щодо Планети Дев'ять, якби її велика піввісь становила 315 а. о., що нижче за діапазон, запропонований Батигіним і Брауном. Альтернативно, вони могли б перебувати в резонансі з Планетою Дев'ять, але мати орбітальні орієнтації, що обертаються, замість того щоб бути обмеженими Планетою Дев'ять, якщо б велика піввісь планети дорівнювала 505 а.о..
Пізніший аналіз Елізабет Бейлі, Майкла Брауна та Костянтина Батигіна показав, що якщо Планета Дев'ять перебуває на витягнутій і нахиленій орбіті, захоплення багатьох ETNO у резонанси вищого порядку та їх хаотичне переміщення між резонансами ускладнюють визначення великої піввісі Планети Дев'ять на основі наявних спостережень. Вони також встановили, що ймовірність того, що перші шість спостережуваних об'єктів перебувають у співвідношеннях періодів N/1 або N/2 із Планетою Дев'ять, становить менше 5 %, якщо вона має ексцентриситет.

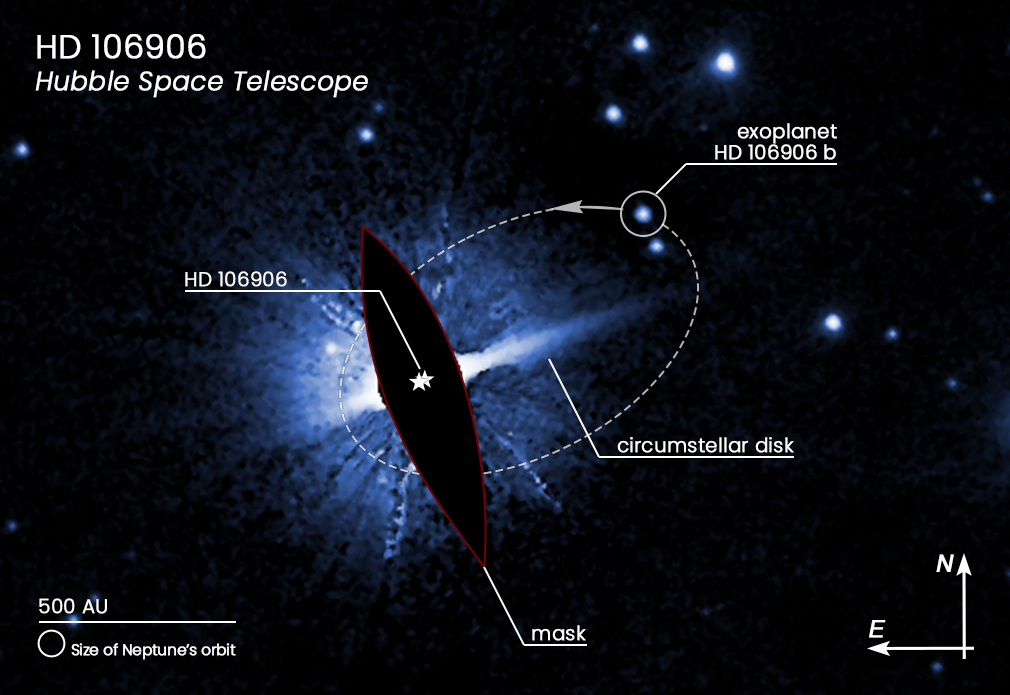
Можлива орбіта екзопланети HD 106906 b, маса якої в 11 разів перевищує масу Юпітера. Її орбіта може мати схожість з орбітою Планети Дев'ять.

Дослідження 2025 року, проведене Аміром Сіраджем, Крістофером Ф. Чибою та Скоттом Тремейном із використанням розширеної вибірки з 51 ETNO для 300 моделювань у програмі Rebound, запропонувало нові орбітальні характеристики Планети Дев'ять: велика піввісь становить 290 ± 30 а.о., ексцентриситет — 0,29 ± 0,13, а нахил — приблизно 6°. Автори відзначили, що це розташування поміщає Планету Дев'ять у поле зору ранніх спостережень обсерваторії Рубіна.
Наприкінці 2020 року було виявлено, що HD 106906 b, кандидат у екзопланети, має витягнуту орбіту, яка виводить її за межі диска залишків навколо подвійної зорі-господаря. Її орбіта, як здається, схожа на прогнози щодо великої піввісі Планети Дев'ять і може слугувати її аналогом для пояснення еволюції подібних орбіт планет, хоча маса цієї екзопланети перевищує масу Юпітера більш ніж у десять разів.

## Назва
Планета Дев'ять не має офіційної назви і не отримає її, доки її існування не буде підтверджене спостереженнями. Лише дві планети — Уран та Нептун — були відкриті в Сонячній системі в історично зафіксований період. Водночас відкрито й названо багато малих планет, включно з карликовими планетами, такими як Плутон, астероїдами та кометами. Існує чітко встановлений порядок присвоєння назв нововідкритим об'єктам Сонячної системи. Якщо Планету Дев'ять буде виявлено, Міжнародний астрономічний союз затвердить для неї назву, зазвичай надаючи пріоритет імені, запропонованому відкривачами. Імовірно, це буде ім'я, запозичене з римської або грецької міфології.
У своїй першій статті Батигін і Браун називали цей об'єкт просто «perturber» [2], а термін «Планета Дев'ять» вони використали лише у пізніших пресрелізах. Також для Планети Дев'ять вони пропонували імена «Йосафат» та «Джордж» (жартівлива варіація імені, яке Вільям Гершель пропонував для Урана).
Існують жартівливі асоціації між «Планетою Дев'ять» та науково-фантастичним фільмом жахів Еда Вуда 1959 року План 9 з відкритого космосу. У контексті гіпотези про Планету Дев'ять назва фільму потрапила й у науковий дискурс. У 2016 році в Scientific American була опублікована стаття під назвою Planet Nine from Outer Space, присвячена гіпотетичній планеті в зовнішніх регіонах Сонячної системи [204]. З того часу кілька конференційних доповідей використовували цю гру слів, так само як і лекція Майка Брауна у 2019 році.
Персефона, дружина бога Плутона, була популярною назвою в науковій фантастиці для позанептунової планети, зокрема в творах Артура Кларка та Ларрі Нівена. Проте малоймовірно, що Планета Дев'ять або будь-яка інша гіпотетична планета за орбітою Нептуна отримає ім'я Персефона після підтвердження її існування, оскільки це ім'я вже закріплене за астероїдом 399 Персефона. У 2017 році фізик Лоренцо Іоріо неформально запропонував назвати гіпотетичну планету «Телісто», від давньогрецького слова «τήλιστος», що означає «найвіддаленіший» або «найдальший». Ще одне класичне міфологічне ім'я, запропоноване фізиком Лабораторії реактивного руху Маканом Мохагегом, — Хронос, на честь грецького втілення часу; метод Мохагега для пошуку Планети Дев'ять базувався б на точному визначенні часу.
У 2018 році планетарний вчений Алан Стерн висловився проти назви «Планета Дев'ять», зазначивши: «Це спроба стерти спадщину Клайда Томбо і, чесно кажучи, є образливим», пропонуючи натомість використовувати назву «Планета X» до моменту її відкриття. Він підписав заяву разом із 34 іншими вченими, у якій говорилося: «Ми також вважаємо, що використання цього терміна [Планета Дев'ять] слід припинити на користь культурно та таксономічно нейтральних назв для таких планет, таких як Планета X, Planet Next або Giant Planet Five». За словами Брауна, «„Планета X“ не є загальною назвою для невідомої планети, а конкретним передбаченням Лоуелла, що призвело до (випадкового) відкриття Плутона. Наше передбачення не пов'язане з цим передбаченням».